# 本町 (生駒市)
本町（ほんまち）は、奈良県生駒市の町名。住居表示実施済み。郵便番号630-0256。

## 地理
生駒市中部に位置し、北から西にかけて元町、南に仲之町、山崎新町、東旭ケ丘、東に東新町と接している。

## 歴史
大正3年（1914年）の大軌電車の開通後、宝山寺の門前町として発達し、「新道」と呼ばれた地域の一部。昭和5年（1930年）11月の町会議の議決を経て、現在の地名となった。
宝山寺への新参道沿いには早くから商店が開け、それら商店は近郊の農村部への行商を兼ねた経営を主体とし、発展してきた。大正末期には町営公設市場が開設され、生駒町が南生駒村・北倭村と合併した翌年の昭和33年（1953年）、山崎にあった町役場が本町へと移転した。警察署も同じく移転してきたため、本町は生駒の管理機能地となる。その後、市役所は東新町へ、警察署は東松ケ丘に移転している。
また、商業・管理地区として発展した本町東部に対し、西部は新旧の住宅が混じる住宅地区となっている。

### 沿革
- 1969年（昭和44年） - 生駒町谷田、山崎から分離し、生駒町本町が成立[8]。
- 1971年（昭和46年） - 生駒市本町となる[8]。

## 世帯数と人口
2020年（令和2年）10月1日現在の世帯数と人口は以下の通りである。
| 町丁 | 世帯数  | 人口  |
| ---- | ------- | ----- |
| 本町 | 337世帯 | 567人 |

### 人口の変遷
国勢調査による人口の推移。
| 1995年（平成7年）  | 775人 | [ 9 ]  |  |
| 2000年（平成12年） | 700人 | [ 10 ] |  |
| 2005年（平成17年） | 607人 | [ 11 ] |  |
| 2010年（平成22年） | 592人 | [ 12 ] |  |
| 2015年（平成27年） | 482人 | [ 13 ] |  |

### 世帯数の変遷
国勢調査による世帯数の推移。
| 1995年（平成7年）  | 362世帯 | [ 9 ]  |  |
| 2000年（平成12年） | 341世帯 | [ 10 ] |  |
| 2005年（平成17年） | 314世帯 | [ 11 ] |  |
| 2010年（平成22年） | 329世帯 | [ 12 ] |  |
| 2015年（平成27年） | 276世帯 | [ 13 ] |  |

## 事業所
2016年（平成28年）現在の経済センサス調査による事業所数と従業員数は以下の通りである。
| 町丁 | 事業所数  | 従業員数 |
| ---- | --------- | -------- |
| 本町 | 106事業所 | 466人    |

## 施設
- 生駒本町郵便局
- 倉病院